# Соссюрит
Соссюри́т — минеральный агрегат, формирующийся как гидротермальный продукт плагиоклазовых фельдшпатоидов. Схож с цоизитом зелёного иили серо-зелёного цвета, может применяться для имитации жада.
Соссюрит — не отдельный минерал, а тонкозернистая смесь (агрегат) нескольких минералов: цоизита, эпидота, альбита, а также переменных количеств кальцита, серицита, пренита и др. кальциевых алюмосиликатов. Применение методов микроскопической рефракции и рентгеновских лучей позволяет отличить соссюрит от жада.

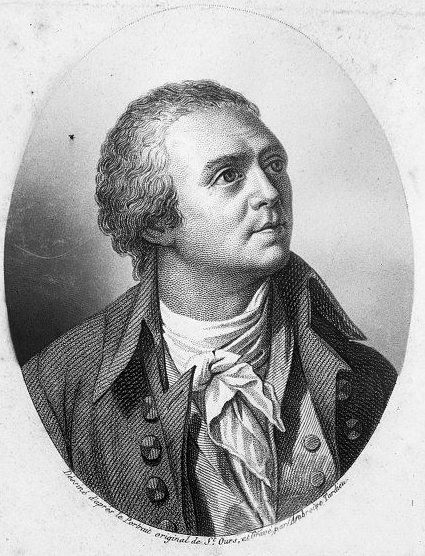
Орас Соссюр

Назван в честь швейцарского исследователя Ораса Бенедикта Соссюра (фр. Horace Benedict de Saussure; 1740—1799), который выявил его в образцах с Монблана.
Соссюрит образуется при метаморфизме горных пород. Чаще всего он встречается в габбро, диабазах. При преобразовании плагиоклазов в соссюрит происходит процесс, который получил название соссюритизации.